# Smolchev-Malinovski
Smolchev-Malinovski (del ruso: Смольчев-Малиновский) es un pueblo selo del raión de Guiaguínskaya, en la república de Adiguesia de Rusia. Está situada 29 km al este de Guiaguínskaya, a orillas del río Chojrak, 38 km al nordeste de Maikop, capital de la república. Tenía 104 habitantes en 2010
Pertenece al municipio de Dondukóvskaya. 